# Oscar Engelstad
Oscar Engelstad   (Christiania, 2 de novembre de 1882 - Oslo, 17 de juliol de 1972) va ser un gimnasta noruec que va competir a començaments del segle xx.
El 1912 va prendre part en els Jocs Olímpics d'Estocolm, on va guanyar la medalla de bronze en el concurs per equips, sistema suec del programa de gimnàstica, com a membre de l'equip noruec.